# Hyale canalina
Hyale canalina är en kräftdjursart som beskrevs av J. L. Barnard 1979. Hyale canalina ingår i släktet Hyale och familjen Hyalidae. Inga underarter finns listade i Catalogue of Life.